# جون ألبيري
ويندهام جون ألبيري، FRS (5 أبريل 1936 - 3 ديسمبر 2013) كان كيميائيًا فيزيائيًا وأكاديميًا بريطانيًا.

## بداية حياته
وُلِد وايندهام جون ألبيري في 5 أبريل 1936. كان والده مايكل جيمس ألبيري (1910-1975)، وهو محامٍ، جزءًا من شبكة عائلية مسرحية مترامية الأطراف باعتباره ابنًا لجيرترود ماري (ني جونز، ابنة الكاتب المسرحي هنري آرثر جونز) وإيرفينغ ألبيري عضو البرلمان المحافظ وابن الممثلة ومديرة المسرح ماري مور (التي أصبحت فيما بعد السيدة وايندهام) والكاتب المسرحي جيمس ألبيري. كانت عمته جيسيكا ماري ألبيري واحدة من أوائل المهندسات المعماريات المحترفات في بريطانيا.
تلقى تعليمه في كلية وينشستر وكلية باليول في أكسفورد. وحصل على درجة الدكتوراه في الفلسفة من جامعة أكسفورد مع روني بيل، بدءًا من عام 1960.

## المسيرة الأكاديمية
عُيّن ألبيري في زمالة وير البحثية للناشئين في أكتوبر 1962، ثم في زمالة ورئاسة قسم الكيمياء في كلية جامعة أكسفورد في أكتوبر 1963، حيث كان زميلًا لفترة وجيزة لإي جيه بوين. عمل في كليته عميدًا مساعدًا ثم عميدًا، وكان مُدرّسًا لشؤون القبول من عام 1968 إلى عام 1975. وتُوّجت هذه الفترة بتصدّر كلية الجامعة لجدول نورينغتون عام 1975.
ينحدر من عائلة ألبيري المسرحية، وكان عضوًا بارزًا متحمسًا في فرقة "لاعبي الكلية الجامعية"، ومنظمًا لمسرحية الجامعة التي كانت تُقام في قاعة الكلية، وكاتب سيناريو لعروض نادي المسرح التجريبي التي قدمتها فرقة "إتسيتيراس". في بداية مسيرته المهنية، عام 1962، كتب لبرنامج "ذا واز ذا ويك ذات واز" التلفزيوني الكوميدي الساخر الرائد على قناة بي بي سي.
بعد أكسفورد، أصبح ألبيري أستاذًا للكيمياء الفيزيائية منذ عام 1978 في كلية لندن الإمبراطورية.
في عام 1989، عاد إلى أكسفورد ليصبح رئيسًا لكلية الجامعة. استضاف زيارة الرئيس بيل كلينتون (طالب سابق في كلية الجامعة) وزوجته هيلاري كلينتون إلى الكلية في يونيو 1994.
أصبح ألبيري لاحقًا زميل بارير في الكيمياء في إمبريال كوليدج. وكان زميلًا في الجمعية الملكية عام 1985، وهو أول أستاذ جامعي ينال هذا الشرف. وكان زميلًا فخريًا في جامعة أكسفورد، وأُقيم احتفال بعيد ميلاده الخامس والسبعين في أكسفورد عام 2011.
كان ألبيري متعاونًا طويل الأمد مع جيريمي نولز، ونشر العديد من المقالات معه، على سبيل المثال في دراسة طاقة التفاعل المحفز بواسطة راسماز البرولين.

## الحياة اللاحقة
توفي بسبب السرطان في 3 ديسمبر 2013. أقيمت مراسم تذكارية في كنيسة جامعة سانت ماري العذراء في أكسفورد في 5 أبريل 2014 مع تكريم من ليزلي ميتشل وروبرت هيلمان.

## الكتب
- أقطاب الحلقة القرصية، مع إم إل هيتشمان، مطبعة جامعة أكسفورد، 1971 (ردمك 0-19-855349-8).
- حركية الأقطاب الكهربائية، مطبعة جامعة أكسفورد، 1975 (ردمك 0-19-855433-8).

## روابط خارجية
- [http://academic.research.microsoft.com/Author/18235701

```
قائمة النشرات] من 
البحث الأكاديمي في مايكروسوفت
 
[الإنجليزية]
‏
```

- Portrait of John Albery at University College, Oxford

| مناصب أكاديميَّة  | مناصب أكاديميَّة                                     | مناصب أكاديميَّة  |
| --------------- | -------------------------------------------------- | --------------- |
| سبقه {{{سبقه}}} | Master of University College, Oxford {{{الأعوام}}} | تبعه {{{تبعه}}} |